# Humberto Sosa Molina
José Humberto Sosa Molina (San José, Guaymallén, Mendoza; 25 de diciembre de 1893 - Mercedes, Buenos Aires; 10 de abril de 1960) fue un militar argentino, miembro del GOU, logia secreta de tendencia nacionalista. Fue ministro de Guerra (1945-1949) y ministro de Defensa Nacional (1949-1955) durante la presidencia de Juan Domingo Perón. Anteriormente, fue interventor federal en las provincias de Entre Ríos (1944-1945), Mendoza (1943-1945) y San Juan (1944-1944).

## Biografía
Era hijo de José María Sosa y de Doraliza Molina.
En 1909 ingresó en el Colegio Militar de la Nación, del que egresó en 1912.
Se casó con Inés Zerpa.
En 1915 fue ascendido a teniente segundo, en 1918 a teniente primero, en 1922 a capitán, en 1927 a mayor, en 1933 a teniente coronel. Prestó servicios en la Escuela de Tiro y en varios regimientos antes de ejercer sus funciones en el Estado Mayor General del Ejército en 1926. Al frente de la  Escuela Superior de Guerra propuso al Ministerio de Guerra, que 30 oficiales que acepten ir a Europa a perfeccionar sus conocimientos militares y los métodos de enseñanza tomando como modelo el ejército prusiano, y la armada británica siendo los candidatos egresados con mejores promedios, a fin de crear un sistema meritocratico.
En 1930 fue edecán del dictador José Félix Uriburu. Durante muchos años fue instructor del Colegio Militar y de diversas instituciones militares llevó adelante un plan pensado para formar en el exterior profesores que se extendió al cuerpo de oficiales. Creó un sistema imparcial de ascensos basados en los méritos y distinciones y  años de servicios efectivos como oficiales, que contrastaba con el opaco método de designaciones y ascensos existente hasta entonces, imperante en la década del 20 que se había visto rodeado de denuncias de favoritismos y afinidades políticas para los ascensos durante los gobiernos de Yrigoyen y Alverar. En 1938 fue ascendido a coronel.
Fue agregado militar en Brasil y continuó como instructor hasta 1940, en que fue nombrado comandante del Destacamento de Montaña Cuyo.
En esos años se incorporó al GOU (Grupo de Oficiales Unidos), que organizó y llevó adelante el golpe de Estado del 4 de junio de 1943 contra el Gobierno del presidente conservador Ramón Castillo y acabó con la Década Infame. El 9 de junio de 1943, con el rango de coronel, fue designado interventor federal del Gobierno de la provincia de Mendoza. Asumió al día siguiente (10 de junio de 1943). Ocupó el cargo de interventor durante quince días, hasta el día 25 de junio, cuando llegó el nuevo interventor designado desde Buenos Aires. En 1944 fue ascendido a general de brigada. y nombrado comandante de la III División del Ejército Argentino, con sede en Mendoza. Coordinó las tareas de auxilio a la ciudad de San Juan, luego de que esta fuera destruida en un 80 % por el terremoto del 15 de enero de 1944 tras ello instala en la provincia más de ciento cincuenta oficinas de teléfonos y se moderniza el ferrocarril de carga y pasajeros llevándolo del carbón a diesel se inauguraron trece nuevas usinas eléctricas en varios puntos de la provincia y la construcción de 23 hogar-escuela en todo el territorio provincial.
Entre el 30 de enero y el 29 de agosto de 1944 fue gobernador de facto de la provincia de San Juan.
Entre septiembre de 1944 y octubre de 1945 fue interventor federal en la provincia de Entre Ríos. impulzó un plan para la colonización de tierras improductivas especialmente alentando la llegada de 5000 judíos que huian del nazismo en Europa duplicandose la población judía en  la Colonia Luis Oungre, la Colonia Leonardo Cohen, y triplicandose en el caso de Colonia Avigdor, entre otras, aunque la mayor parte se distribuyó uniformemente en todo el territorio provincial.

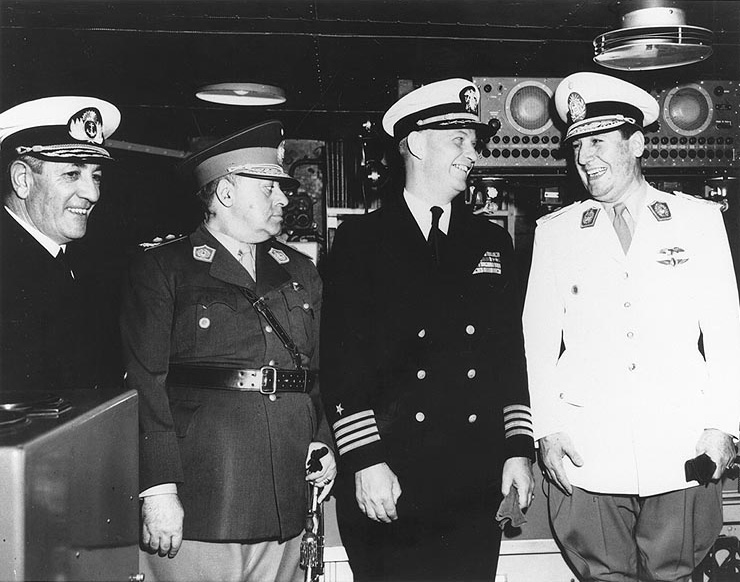
De izq. a der.: García, Sosa Molina, Burke y Perón; a bordo del crucero USS Huntington (1948).

Después de los sucesos del 17 de octubre de 1945 fue nombrado ministro de Guerra de la República Argentina.
Durante la presidencia de Perón siguió ejerciendo el mismo cargo hasta el año 1949, en que pasó a ser ministro de Defensa Nacional. Durante su gestión cobró impulsó el desarrollo de la industria local. Con la llegada de ingenieros extranjeros junto con ingenieros y técnicos argentinos, serían los encargados de proyectar los aviones de reacción Pulqui I y Pulqui II, el bimotor Justicialista del Aire, luego rebautizado I.Ae. 35 Huanquero, alas volantes Horten, etc. Asimismo, San Martín gestionó el ingreso al país de un importante grupo de profesores del Politécnico de Turín, con los cuales se creó la Escuela de Ingeniería de la Fuerza Aérea Argentina. Este personal académico también formó parte del claustro de la Facultad de Ingeniería de la Universidad de Córdoba. También se fabricaron los aviones I.Ae. 22 DL de entrenamiento avanzado, el I.Ae. 24 Calquín de bombardeo y ataque, el I.Ae. 23 de entrenamiento primario, el bimotor de caza I.Ae. 30 Ñancú. Completan ese período el planeador de asalto I.Ae. 25 Mañque, el motor de aviación «El Gaucho», el cohete teledirigido AM-1 Tábano98 y aeronaves de instrucción elemental y de uso civil: el Colibrí, el Chingolo, y el F.M.A. 20 Boyero. La concreción de estos proyectos aeronáuticos motivó la formación de una importante red de proveedores de partes de alta calidad, y como consecuencia, la creación del parque industrial que fue la base del posterior desarrollo y despegue industrial de Córdoba.En el sector aeronáutico se dio gran impulso a la producción nacional a través de la Fábrica Argentina de Aviones

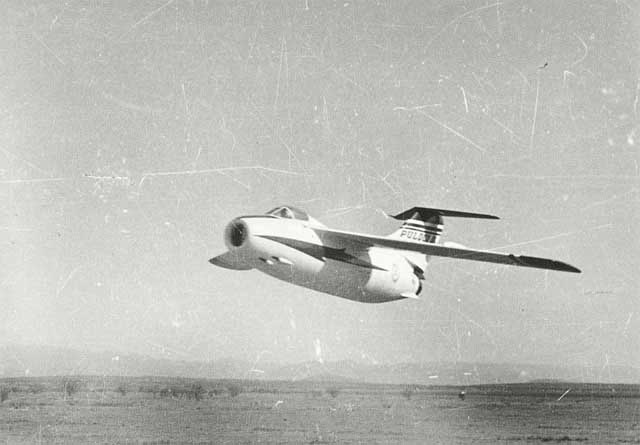
El avión Pulqui II

El 30 de noviembre de 1951, el presidente Perón firmó el decreto n.º 24.103 por el que creó la Fábrica de Motores y Automotores (en la ciudad de Córdoba). Fuerza Aérea inició un proceso de modernización que incorporó aviones como el Gloster Meteor, siendo la primera fuerza aérea de América Latina equipada con aeronaves de propulsión a reacción. También se adquirieron algunos bombarderos Avro Lincoln y Avro Lancaster, creando así una fuerza poderosa dentro de la región. La Fuerza Aérea también inició el desarrollo de su propio avión, el I.Ae. 27 Pulqui I y el I.Ae. 33 Pulqui II, con la colaboración de técnicos alemanes, haciendo a la Argentina el primer país latinoamericano y el quinto en el mundo en desarrollar tecnología propia de cazas a reacción.
Humberto Sosa Molina impulsó la industria y la investigación aeronáutica con el desarrollo del Pulqui II, un avión a reacción diseñado en Argentina por el Instituto Aerotécnico y construido en la Fábrica Militar de Aviones. el conglomerado estatal IAME que producía aviones, automóviles, motos, tractores, lanchas, etc.El IAME contaba con 12.000 operarios y administradores en aquella época. Junto con el característico pragmatismo de política internacional de JD. Perón busca, abastecer de armamentos para lograr la necesaria modernización de las fuerzas Armadas en el corto plazo se inician negociaciones que permiten la venta de material antiaéreo en forma directa, totalizando 50 piezas de artillería de 70 mm, se compraron miles de camiones Ford, Chevrolet, GMC y Sudebakers y jeeps Willys y Ford, acoplados de varios tipos y demás material rodante a nuevo. El Ejército recibió 280 tanques carriers T16  379 semiorugas M5, M5A1 y M9A1. También se compraron 154 tanques Sherman M4A4, 260 tanques Sherman Firefly, equipados con cañón inglés de 76,2 mm y 120 tractores Crusader. Comparados a los  500 tanques que poseía el ejército brasileño. Junto a eso se equipo al ejército con otros 1250 tanques Sherman de 32 toneladas, pesos 94.000 por unidad; 50 tanques Valentin, de 20 toneladas a 84.000; 57 tanques Valentin anfibios de 20 toneladas, se adquieren dos cruceros en los EE. UU., el rompehielos San Martin. Para la Marina de Guerra se adquieren 4 fragatas, 2  antisubmarinos, 13 lanchas torpederas, una fragata guardacostas para la Prefectura, 3 avisos, 13 buques de salvamento, 2 avisos hidrográficos y uno de transporte.
Pero donde la Marina de Guerra adquiere una clara supremacía sobre Brasil con la adquisición de material naval en los EE. UU.,
El 28 de marzo de 1952 ―en reemplazo del Instituto Aerotécnico― se crea IAME (Industrias Aeronáuticas y Mecánicas del Estado), que producirá automotores, motocicletas, tractores y aviones.
El 16 de septiembre de 1955, el general Pedro Eugenio Aramburu perpetra un golpe de Estado para derrocar al gobierno constitucional de Juan Domingo Perón. Automáticamente Humberto Sosa Molina fue echado de su cargo de ministro de Defensa Nacional. El dictador Aramburu llevó adelante en las Fuerzas Armadas la purga más grande de la historia argentina, para eliminar de sus filas a cualquier elemento leal a la democracia. En febrero de 1956 dispuso el pase a retiro del 36 oficiales fieles a la democracia y les impidió el uso del uniforme y del grado.
Falleció en la pequeña ciudad de Mercedes, 110 km al oeste de la ciudad de Buenos Aires― el 10 de abril de 1960, a los 66 años.